# عبد العزيز الماجد
عبدالعزيز ماجد الماجد ، سياسي كويتي، وزير العدل ووزير الأوقاف والشؤون الإسلامية ووزير دولة لتعزيز النزاهة خلال الفترة 16 أكتوبر 2022 حتى 9 أبريل 2023. 

## عن حياته
ولد عبدالعزيز ماجد عبدالعزيز الماجد في الكويت ونشأ فيها، والتحق بجامعة الكويت ودرس تخصص العلوم السياسية وتخرج منها ، وتقلد أول مناصبه في وزارة العدل الكويتية موظفاً في إدارة العلاقات العامة ، وتدرج حتي عين مراقباً في مكتب وزير التخطيط ثم وكيلاً مساعداً لوزير العدل ،
وفي 16 أكتوبر 2022 عُين وزيراً للعدل ووزيراً للأوقاف والشؤون الإسلامية ووزيراً للدولة لتعزيز النزاهة وشغل المنصب حتى 9 أبريل 2023

## مناصبه
- موظف بوزارة العدل به إدارة العلاقات الدولية.
- رئيس قسم حقوق الانسان بوزارة العدل.
- عضو لجنة التوعية القانونية.
- مراقب بمكتب وزير التخطيط لشؤون المجالس (مجلس الأمة - المجلس الأعلى للتخطيط - مجلس الوزراء).
- مدير مكتب وزير العدل.
- وكيل مساعد للشؤون الإدارية والمالية والتطوير الإداري بوزارة العدل.
- رئيس لجنة شؤون التوظيف بوزارة العدل.
- وكيل وزارة العدل وعضو مجلس القضاء الأعلى.
- عضو مجلس إدارة معهد الدراسات القضائية والقانونية.
- عضو مجلس إدارة الهيئة العامة للمعلومات المدنية.
- عضو لجنة شؤون المختارين.
- أمين عام مساعد (بدرجة وكيل وزارة) للمجلس الأعلى لشؤون المحافظات بمجلس الوزراء.